# 301 (musikalbum)
301 är ett musikalbum av Esbjörn Svensson Trio, utgivet 2012 av skivbolaget ACT.
Albumet spelades in under några dagar i januari 2007, i Studios 301 i Sydney, Australien och är helt improviserat. Materialet var tänkt att släppas i två album men på grund av Esbjörn Svenssons bortgång 2008 kom enbart första delen ut som Leucocyte samma år. Först tre år senare beslöt Dan Berglund och Magnus Öström att, tillsammans med bandets ljudtekniker Åke Linton, redigera resten av materialet till albumet 301.

## Låtlista
Alla låtar är skrivna av Esbjörn Svensson, Dan Berglund och Magnus Öström.
1. Behind the Stars – 3:43
2. Inner City, City Lights – 11:51
3. The Left Lane – 13:36
4. Houston, The 5th – 3:33
5. Three Falling Free Part I – 5:49
6. Three Falling Free Part II – 14:36
7. The Childhood Dream – 7:57

## e.s.t.
- Esbjörn Svensson – piano, elektronik, transistorradio
- Dan Berglund – kontrabas, elektronik
- Magnus Öström – trummor, elektronik, röst

## Listplaceringar
| Lista (2012) | Topplacering |
| ------------ | ------------ |
| Sverige      | 16           |
| Tyskland     | 53           |
| Frankrike    | 196          |
| Schweiz      | 88           |